# Festuca vandovii
Festuca vandovii là một loài thực vật có hoa trong họ Hòa thảo. Loài này được Denchev mô tả khoa học đầu tiên năm 2004.